# 城山昇
城山 昇（しろやま のぼる、1940年6月5日 - ）は、日本の脚本家。栃木県宇都宮市出身。早稲田大学演劇科卒。日本放送作家協会会員。
テレビアニメ『サザエさん』など、主にアニメの脚本家として活動している。

## 来歴
三人兄弟の長男として、東京都に生まれる。実家は商家で、栃木県宇都宮市で育つ。
少年時代から学芸会の劇で脚本・演出・主演を全て務めるなど活躍。大学生の頃から脚本の仕事に惹かれ、アメリカ製アニメの脚本の翻訳のアルバイトをしていた。
早稲田大学演劇科卒業後、日本テレビジョン株式会社（TCJ）に入社し、テレビアニメの企画書制作に従事。退社後に、フリーの脚本家へ転身した。
2014年、東京アニメアワード2014にて功労賞を受賞。

## 特色・人物
中学・高校時代はバスケットボールに熱中していた。
原稿作成は、まずハコ書きして、あとは一気に仕上げるタイプだという。
様々なジャンルの作品を手掛け、特に日常生活を題材にする作品（いわゆる日常系）を得意とする。
仕事については「いつも試験勉強をしてるみたい」と苦労を明かす一方、「終わった後のホッとした解放感、その喜びが心地いいから苦しみながらもやめられない」と語っている。また、スランプの際は、入浴した湯船の中でアイデアを思いつくことが多いといい「人間ハダカになってしまうと、なにかが吹っ切れるのか、風呂のなかでアイデアが浮かぶことが多い」と話している。

### サザエさん
アニメ『サザエさん』では、1969年の第一回放送（「お父さんはノイローゼ」）から脚本を担当。開始から現在まで参加する数少ないスタッフの一人で、脚本家としては雪室俊一と共に最古参のメンバーである。
城山は元々、TCJ在籍時（1966年頃）に『サザエさん』アニメ化の企画に携わっており、その時は実現に至らなかったものの、退社後に後身会社であるエイケンがそれを実現。かつての企画に関わった城山にエイケンが「協力してほしい」と連絡したことで参加することとなった。
初期は、初代プロデューサーの松本美樹から多くのアドバイスを受けたという。1985年までは辻真先、雪室俊一と共にメインライターを務め、同年に松本美樹が降板した際には城山も一時降板したが、雪室と共にすぐに復帰。以降も、作品の中心的な脚本家として活動している。
脚本執筆の際は、長谷川町子による原作の4コマ漫画の品格を落とさず世界観を表現することを意識しているという。また、1話の約7分という短さや松本美樹のアドバイスから、長いセリフや説明ゼリフは極力減らし、無駄のない画や演出だけでわかるストーリー作りも意識している。
作品には、自身の経験や体験をなるべく取り入れる「日常生活の“活写”」を信条にしており、サザエら主婦の気持ちを理解するためスーパーへよく行くなど、人間観察は欠かさないという。ただし「『サザエさん』の世界は近松門左衛門の虚実皮膜論だ」と述べ、事実だけを書くドキュメンタリーにはならないよう、虚構と事実の間をうまく描くことは留意しているという。
好きなキャラクターはマスオだという。また、三郎さん（サブちゃん）のキャラクター設定を考案したのは城山である。
原作者・長谷川町子の姉である長谷川毬子とは交友があった。
近年のインタビューでの目標・抱負には「時代がどんどん移り変わっていくなか、作品の中ではなるべくズレを感じさせないように書いているつもりですが、そことの戦いではあるかと」「これからも変わらず、人間関係の温かみを大切にして描いていきたいと思っています」と語っている。

## 作品

### テレビアニメ
1969年
- サザエさん（1969年 - ）

1970年
- いなかっぺ大将（1970年 - 1972年）
- のらくろ（1970年 - 1971年）

1971年
- カバトット（1971年 - 1972年）

1972年
- さるとびエッちゃん
- 魔法使いチャッピー
- 新オバケのQ太郎
- おんぶおばけ（1972年 - 1973年）
- ど根性ガエル（1972年 - 1974年）

1973年
- ジャングル黒べえ
- 冒険コロボックル（1973年 - 1974年）
- ミラクル少女リミットちゃん（1973年 - 1974年）

1974年
- はじめ人間ギャートルズ（1974年 - 1976年）
- ジムボタン（1974年 - 1975年）

1975年
- カリメロ ※「春山貴由」名義
- 元祖天才バカボン（1975年 - 1977年）

1976年
- UFO戦士ダイアポロン
- キャンディ・キャンディ（1976年 - 1979年）
- 花の係長（1976年 - 1977年）
- ほかほか家族（1976年 - 1982年）

1977年
- ルパン三世 (TV第2シリーズ)（1977年 - 1978年）
- 新・巨人の星（1977年 - 1978年）

1979年
- 花の子ルンルン（1979年 - 1980年）
- 新・巨人の星Ⅱ

1980年
- 魔法少女ララベル（1980年 - 1981年）
- キャプテン（1980年・1983年）※単発特番・テレビシリーズ共に担当。
- おじゃまんが山田くん（1980年 - 1982年）
- 太陽の使者 鉄人28号（1980年 - 1981年）

1981年
- ハロー!サンディベル（1981年 - 1982年）
- 鉄腕アトム (アニメ第2作)（1981年）
- 忍者ハットリくん（1981年 - 1987年）
- 六神合体ゴッドマーズ（1981年 - 1982年）
- ドラえもん (第2作第1期)（1981年 - 1998年）
- じゃりン子チエ（1981年 - 1982年）

1982年
- プロゴルファー猿（1982年・1985年 - 1988年）※単発特番・テレビシリーズ共に担当。
- フクちゃん（1982年 - 1984年）

1983年
- レディジョージィ（1983年 - 1984年）

1984年
- あした天気になあれ（1984年 - 1985年）

1986年
- ロボタン
- ワンダービートS
- ミスター味っ子（1987年 - 1989年）※チーフライター

1988年
- ビリ犬（1988年 - 1989年）
- それいけ!アンパンマン（1988年 - 1990年代）

1989年
- 青いブリンク（1989年 - 1990年）
- チンプイ（1989年 - 1991年）

1990年
- 宇宙を夢みた男たち
- コボちゃん（1990年・1992年 - 1994年・1998年）※シリーズ構成、特番・テレビシリーズ共に担当。

2023年
- ドラえもん (第2作第2期)

### 劇場アニメ
1979年
- がんばれ!! タブチくん!! ※辻真先、金子裕、出﨑哲、金春智子と共同。

1980年
- まことちゃん

1981年
- じゃりン子チエ 劇場版
- マンザイ太閤記 ※高屋敷英夫らと共同。
- フリテンくん
- ドラえもん ぼく、桃太郎のなんなのさ

1983年
- がんばれ!! タブチくん!! 初笑い第3弾 あゝツッパリ人生 ※大久保昌一良、金春智子、桜井正明、千葉一誠、チャンネルゼロと共同。

1986年
- プロゴルファー猿 スーパーGOLFワールドへの挑戦!!

1987年
- プロゴルファー猿 甲賀秘境!影の忍法ゴルファー参上!

1998年
- 帰ってきたドラえもん ※脚色

### テレビドラマ
※以下はすべてフジテレビ系列で放送。
- エプロンおばさん（1983年）
- 月曜ドラマランド
  - 長谷川町子のいじわる看護婦 パート3（1983年）
  - 帰って来た意地悪ばあさん（1983年）※青野暉と共同[38]。
  - 意地悪お手伝いさんシリーズ（1984年 - 1986年）[39][40][41]
  - いじわる看護婦 パート5（1984年）